# Vårdkasmalen
Vårdkasmalen är ett naturreservat i Härnösands kommun i Västernorrlands län.
Området är naturskyddat sedan 1979 och är 10 hektar stort. Reservatet ligger på centrala Härnön och består av ett klapperstensfält mellan Vårdkasbergets topp och Bräntberget och som i väster är bevuxen med gles skog.